# Балантидијаза
Балантидијаза је паразитарна инфекција коју изазива протозоа Balantidium coli. Примарни домаћини протозое су свиње, а човек се инфицира конзумирањем контаминиране хране и воде. У ризичне групе спадају особе које долазе у контакт са свињама, ђубривом и зараженом водом. Обољевању доприносе и малнутриција, ахлорхидрија (стање код кога се у желуцу не секретује киселина) и ослабљен имунитет.

## Клиничка слика
Већи број случајева пролази асимптоматски, а ако се симптоми јаве балантидијаза се манифестује дијарејом (која може да садржи примесе крви и мукуса), мучнином, повраћањем, болом у стомаку, губитком апетита и телесне тежине, главобољом, колитисом, а код тежих облика настаје и тежи губитак течности и електролита (дехидратација). Као компликација може настати перфорација црева.

## Дијагноза и лечење
Дијагноза се поставља на основу анамнезе, клиничке слике, прегледа столице и колоноскопије. Током терапије се прописују антибиотици, тетрациклини и сл. Поред тога примењује се симптоматска терапија, пре свега надокнада течности и електролита.